# Landschaftsschutzgebiet Sellsiekbach
Das Landschaftsschutzgebiet Sugehohlbach mit etwa 13 ha Flächengröße liegt in und östlich von  Entrup im Stadtgebiet von Lemgo. Es wurde 2009 mit dem Landschaftsplan Lemgo durch den Kreistag des Kreises Lippe als Landschaftsschutzgebiet (LSG) ausgewiesen.

## Beschreibung
Das LSG umfasst den etwa 1,5 km langen naturnahen Sellsiekbach, ein Zulauf der Ilse, von Quelle bis zur Ortslage Entrup. Der Oberlauf fließt der Bach durch landwirtschaftlich genutzte Flächen. Dann Im Süden fließt der  Sellsiekbach  unter der Bundesstraße 238 durch. Wie der erste Abschnitt ist der nun folgende nur ein schmaler streifen mit Bach und Ufergehölzen.  Es folgt ein Bereich mit beidseitig 14 Meter Streifen mit einer Gehölzanpflanzung aus einer Ausgleichsmaßnahme. Anschließend fließt der Bach durch eine größere Grünlandfläche mit unterschiedlichen Feuchtegraden. An den nun teilweise steilen Hängen kommen Magerrasen vor. Am teilweise quelligen Bachgrund liegt auch Feuchtgrünland. Es folgt ein teilweise tief eingeschnittenes, schluchtartig ausgebildeten bewaldeten Tal. Der Bach mäandriert im Waldbereich stark und wird an seinen steilen Talhängen von Ahorn-Schlucht- bzw. Hangschuttwald begleitet.

## Schutzzwecke für das LSG
Laut Landschaftsplan erfolgte die Ausweisung des LSG
- „zur Erhaltung und Wiederherstellung der Leistungsfähigkeit des Naturhaushaltes in ökologisch besonders wertvoll strukturierten Bereichen mit Wasser-, Klima- und Biotopschutzfunktionen,“
- „zur Erhaltung und Wiederherstellung von Quellbereichen und naturnahen Fließgewässern, Wald- und Grünlandbereichen unterschiedlicher Feuchtestufen, Feldgehölzen, Hecken und Obstwiesen,“
- „zur Erhaltung morphologisch ausgeprägter Bereiche zur Sicherung der landschaftlichen Eigenart und Vielfalt für die Erholung,“
- „zur Erhaltung wertvoller Biotopkomplexe aus Wald-Grünlandbereichen, Fließgewässern und Quellen sowie Biotopen nach § 62 LG mit wichtigen Refugial-, Puffer-, Trittstein- und Vernetzungsfunktionen,“
- „zur Erhaltung und Wiederherstellung wichtiger Rückzugsräume für die bedrohte Tier- und Pflanzenwelt,“
- „zur Sicherung der das Orts- und Landschaftsbild gliedernden und belebenden und die dörflichen Siedlungsstrukturen prägenden Freiraumelemente.“[1]

## Rechtliche Vorschriften
Im Landschaftsschutzgebiet ist unter anderem das Errichten von Bauten und Fischteichen verboten. Grün- und Brachland darf nicht in eine andere Nutzungsart umgewandelt oder umgebrochen werden.